# Смешанная команда на летних Олимпийских играх 1900
Результаты спортсменов из разных стран, которые соревновались в парных и командных видах спорта на летних Олимпийских играх 1900, приписываются смешанной команде. Ей приписываются результаты 40 спортсменов из девяти стран в шести видах спорта.

## Медалисты

### Золото
| Золото | |                                                   |
| №      | Спортсмены                                                                                           | Вид спорта (дисциплина)                           |
| 1      | Франсуа Брандт Релоф Кляйн Германус Брокман неизвестный рулевой                                      | Академическая гребля (двойки с рулевыми)          |
| 2      | Чарльз Беннетт (GBR) Джон Риммер (GBR) Сидней Робинсон (GBR) Стэнли Роули (AUS) Альфред Тайсоу (GBR) | Лёгкая атлетика (бег на 5000 метров среди команд) |
| 3      | Фредерик Бланши Уильям Иксшоу (GBR) Жак ля Лявассье                                                  | Парусный спорт (2-3 тонны)                        |
| 4      | Фредерик Бланши Уильям Иксшоу (GBR) Жак ля Лявассье                                                  | Парусный спорт (2-3 тонны)                        |
| 5      | Чарльз Винклер Август Нильссон Густаф Сёдерстрём Ойген Шмидт Карл Штааф Эдгар Эбю                    | Перетягивание каната (мужчины)                    |
| 6      | Джон Бересфорд Денис Дейли Фоксхолл Кин Фрэнк Мак-Кей Альфред Роулинсон                              | Поло (мужчины)                                    |

### Серебро
| Серебро |                                                                           |                                |
| №       | Спортсмены                                                                | Вид спорта (дисциплина)        |
| 1       | Уолтер Бакместер (GBR) Хосе де Мадре Уолтер Мак-Крири Фредерик Фрик (GBR) | Поло (мужчины)                 |
| 2       | Бэзил де Гармендиа Макс Декюжи                                            | Теннис (мужской парный разряд) |
| 3       | Элен Прево Гарольд Махони (GBR)                                           | Теннис (смешанный разряд)      |

### Бронза
| Бронза |                                                                                          |                           |
| №      | Спортсмены                                                                               | Вид спорта (дисциплина)   |
| 1      | Фредерик Гилл (GBR) Морис Рауль-Дюваль Эдуард Альфонс де Ротшильд Робер Фурнье-Сарловезе | Поло (мужчины)            |
| 2      | Марион Джонс Лоуренс Дохерти (GBR)                                                       | Теннис (смешанный разряд) |
| 3      | Гедвига Розенбаумова Арчибальд Уорден (GBR)                                              | Теннис (смешанный разряд) |

## Результаты соревнований

### Академическая гребля
| Соревнование      | Спортсмены | Полуфинал | Полуфинал | Финал     | Финал |
| Соревнование      | Спортсмены | Результат | Место     | Результат | Место |
| ----------------- | --- | --------- | --------- | --------- | ----- |
| Двойки с рулевыми | Франсуа Брандт (NED), Релоф Кляйн (NED), Германус Брокман (NED) (рулевой в полуфинале), неизвестный рулевой (FRA) (в финале) | 6:56,0    | 2         | 6:33,4    | 1     |

### Лёгкая атлетика
| Соревнование             | Спортсмены                                                                                           | Финал              | Финал      |
| Соревнование             | Спортсмены                                                                                           | Результат          | Место      |
| ------------------------ | --- | ------------------ | ---------- |
| 5000 метров среди команд | Чарльз Беннетт (GBR) Джон Риммер (GBR) Сидней Робинсон (GBR) Альфред Тайсоу (GBR) Стэнли Роули (AUS) | 15:29,2 неизвестен | 1 2 6 7 10 |
| 5000 метров среди команд | Чарльз Беннетт (GBR) Джон Риммер (GBR) Сидней Робинсон (GBR) Альфред Тайсоу (GBR) Стэнли Роули (AUS) | 26 очков           | 1          |

### Парусный спорт
| Соревнование   | Спортсмены                                                        | Яхта | Результат | Место |
| -------------- | ----------------------------------------------------------------- | ---- | --------- | ----- |
| 2-3 тонны (A)  | Уильям Иксшоу (GBR), Фредерик Бланши (FRA), Жак ля Лявассье (FRA) | Ollé | 2:17:30   | 1     |
| 2-3 тонны (A)  | Уильям Иксшоу (GBR), Фредерик Бланши (FRA), Жак ля Лявассье (FRA) | Ollé | 4:17:34   | 1     |
| Открытый класс | Уильям Иксшоу (GBR), Фредерик Бланши (FRA), Жак ля Лявассье (FRA) | Ollé | DNF       | —     |

### Перетягивание каната
| Победитель | Счёт | Проигравший                                                                                                   |
| --- | ---- | --- |
| Смешанная команда Чарльз Винклер (DEN) Август Нильссон (SWE) Густаф Сёдерстрём (SWE) Ойген Шмидт (DEN) Карл Штааф (SWE) Эдгар Эбю (DEN) | 2:0  | Франция Реймон Бассе · Шарль Гондуан · Константин Энрикес де Зубейра · Жан Колля · Жозеф Роффо · Эмиль Саррад |

### Поло
| Соревнование | Спортсмены                                                                                                 | Четвертьфинал            | Полуфинал                          | Финал                              |
| Соревнование | Спортсмены                                                                                                 | Соперник Результат       | Соперник Результат                 | Соперник Результат                 |
| ------------ | --- | ------------------------ | ---------------------------------- | ---------------------------------- |
| Мужчины      | Джон Бересфорд (GBR) Денис Дейли (GBR) Фоксхолл Кин (USA) Фрэнк Мак-Кей (GBR) Альфред Роулинсон (GBR)      | Франция · выиграли; 10-0 | Смешанная команда 2 выиграли; 6-4  | Смешанная команда 3 выиграли; 3-1  |
| Мужчины      | Уолтер Бакместер (GBR) Хосе де Мадре (ESP) Уолтер Мак-Крири (USA) Фредерик Фрик (GBR)                      |                          | Мексика · выиграли; 6-4            | Смешанная команда 1 проиграли; 1-3 |
| Мужчины      | Фредерик Гилл (GBR) Морис Рауль-Дюваль (FRA) Эдуард Альфонс де Ротшильд (FRA) Робер Фурнье-Сарловезе (FRA) |                          | Смешанная команда 1 проиграли; 4-6 | не прошли                          |

### Теннис
| Соревнование          | Спортсмены                                        | Четвертьфинал                                                    | Полуфинал                                                            | Финал                                                                   |
| Соревнование          | Спортсмены                                        | Соперник Результат                                               | Соперник Результат                                                   | Соперник Результат                                                      |
| --------------------- | ------------------------------------------------- | ---------------------------------------------------------------- | -------------------------------------------------------------------- | ----------------------------------------------------------------------- |
| Мужской парный разряд | Бэзил де Гармендиа (USA) Макс Декюжи (FRA)        | Чарльз Сандс (USA) Арчибальд Уорден (GBR) выиграли; 6-3, 7-5     | Андре Прево (FRA) Жорж де ла Шапель (FRA) выиграли; 6-2, 6-4         | Лоуренс Дохерти (GBR) Реджинальд Дохерти (GBR) проиграли; 1-6, 1-6, 0-6 |
| Мужской парный разряд | Чарльз Сандс (USA) Арчибальд Уорден (GBR)         | Бэзил де Гармендиа (USA) Макс Декюжи (FRA) выиграли; 3-6, 5-7    | не прошли                                                            | не прошли                                                               |
| Смешанный разряд      | Элен Прево (FRA) Гарольд Махони (GBR)             |                                                                  | Гедвига Розенбаумова (BOH) Арчибальд Уорден (GBR) выиграли; 6-3, 6-0 | Шарлотта Купер (GBR) Реджинальд Дохерти (GBR) проиграли; 2-6, 4-6       |
| Смешанный разряд      | Марион Джонс (USA) Лоуренс Дохерти (GBR)          | Джорджина Джонс (USA) Чарльз Сандс (USA) выиграли; 6-1, 7-5      | Шарлотта Купер (GBR) Реджинальд Дохерти (GBR) проиграли; 2-6, 4-6    | не прошли                                                               |
| Смешанный разряд      | Гедвига Розенбаумова (BOH) Арчибальд Уорден (GBR) | Кати Гилльо (FRA) П. Верди-Делисль (FRA) выиграли; 6-3, 3-6, 6-2 | Элен Прево (FRA) Гарольд Махони (GBR) проиграли; 3-6, 0-6            | не прошли                                                               |